# Sejkov
Sejkov je naseljeno mjesto u okrugu Sobrance u Košickom kraju u Slovačkoj.

## Stanovništvo
| Godina:     | 1993. | 2003.   | 2013. | 2023.   |
| ----------- | ----- | ------- | ----- | ------- |
| Broj ljudi: | 221   | 200     | 208   | 197     |
| Razlika:    |       | -9,50 % | +4 %  | -5,28 % |

| Godina:     | 2022. | 2023.   |
| ----------- | ----- | ------- |
| Broj ljudi: | 183   | 197     |
| Razlika:    |       | +7,65 % |

Prema podatcima o broju stanovnika iz 2023. godine naselje je imalo 197 stanovnika.

## Vanjske poveznice
|  | Zajednički poslužitelj ima još gradiva o temi Sejkov |

- Službena stranica naselja (sl.)